# Alycia Parks
Alycia Parks (Atlanta, 31 dicembre 2000) è una tennista statunitense.

## Carriera

### 2016-2021: esordi, primo torneo WTA.
Debutta nel circuito professionistico nel 2016, all'età di 15 anni, al torneo ITF di Naples. Si aggiudica il primo titolo nel 2020, al torneo da $25.000 di Orlando. Disputa per la prima volta un incontro WTA durante il MUSC Health Women's Open 2021, dove riesce a superare le qualificazioni ed un turno nel tabellone principale. Nello stesso anno gioca anche gli US Open grazie ad una wildcard che le da l'accesso diretto al tabellone principale, ma viene battuta da Olga Danilović. 

### 2022: quarti di finale a Berlino, due titoli WTA 125, top 100.
Nel giugno 2022 partecipa al torneo di Berlino dove, dopo aver superato le qualificazioni, sconfigge in due set Zheng Qinwen arrendendosi solo al secondo turno contro Ons Jabeur. Nella prima parte del 2022 gioca due finali ITF da $60.000, entrambe sul cemento statunitense. Non si qualifica né a Wimbledon che allo US Open, ma si mette in evidenza per il quarto di finale raggiunto nel WTA 500 di Ostrava a ottobre, dove superate le qualificazioni in scioltezza, ha la meglio nei primi due turni del torneo sulla ex numero uno del mondo Karolína Plíšková e sulla quarta testa di serie Maria Sakkarī cogliendo rispettivamente la prima vittoria contro una top 20 e la prima contro una top ten. A dicembre si aggiudica i primi due tornei WTA 125 della carriera, entrambi sul cemento indoor: ad Andorra batte in finale Rebecca Peterson, mentre la settimana seguente ad Angers prevale in finale contro Anna-Lena Friedsam superando anche Markéta Vondroušová nei quarti di finale. Grazie ai risultati raggiunti entra per la prima volta nella top 100 e chiude l'anno alla posizione nº 75 del ranking WTA.

### 2023: primo titolo WTA e top-50.
Comincia la stagione non qualificandosi per gli Australian Open, nonostante sia la testa di serie nº 1. Nel doppio invece raggiunge il terzo turno facendo coppia con Oksana Kalašnikova, arrendendosi alle future vincitrici del torneo Barbora Krejčíková e Kateřina Siniaková.
A febbraio conquista per la prima volta in carriera un torneo WTA, a Lione battendo in due set la giocatrice di casa, nonché numero 5 del mondo, Caroline Garcia, dopo aver superato fra le altre Petra Martić.
Dopo alcune uscite premature, supera di nuovo turni nel torneo di Madrid, dove batte fra le altre l'ex nº 1 del mondo Azarenka; prima di arrendersi contro Martina Trevisan. A Rabat, raggiunge il secondo quarto di finale stagionale. Nel suo primo main-draw al Roland Garros, si arrende all'esordio alla finalista del 2019 Vondroušová. A Wimbledon arriva a giocare il secondo turno. Sul cemento americano passa le qualificazioni solo a Montréal; al primo turno, supera la connazionale Davis ma viene poi eliminata da Belinda Bencic. Allo US Open si arrende subito a Kasatkina. Termina l'anno con una semifinale nel WTA 125 di Midland, dove viene sconfitta da Kalinskaja.
Chiude il 2023 al nº 47 del mondo, facendo registrare un best-ranking al nº 40 nel mese di agosto.

### 2024: terzo turno all'Australian Open, tre titoli WTA 125, rientro in top 100.
Dopo non aver passato le qualificazioni ad Adelaide, partecipa all'Australian Open raggiungendo per la prima volta il terzo turno di uno Slam, dopo aver sconfitto la canadese Fernandez. Nella circostanza, viene eliminata dalla top-5 Coco Gauff, che le lascia solo due giochi. A Miami nel doppio insieme ad Asia Muhammad arriva a giocare la semifinale contro Dabrowski/Routliffe. Dopo il Sunshine Double chiude la collaborazione con Sascha Bajin, ex- allenatore dell'ex-numero 1 Osaka. Colleziona nel singolare una serie di sconfitte al primo turno, sia in qualificazione (Open di Francia incluso) che in tabellone principale, interrotto solo a fine giugno dalla vittoria in finale contro Bernarda Pera nel torneo WTA 125 di Gaiba, sigillo che ripete nel doppio insieme alla connazionale Hailey Baptiste. In seguito viene eliminata al primo turno di Wimbledon dopo aver superato le qualificazioni, mentre sempre in coppia con la connazionale Baptiste si ferma al secondo turno contro le finaliste del torneo, Krejcikova/Siegemund Si rifà subito dopo andando a vincere il torneo WTA 125 di Varsavia, battendo in finale l'australiana Maya Joint in tre set. Nei successivi tre tornei raccoglie solo una vittoria al primo turno delle qualificazioni dell'US Open. In Asia si qualifica per il torneo di Pechino passando per le qualificazioni, compresa la vittoria nell'ultimo incontro WTA in carriera per Qiang Wang, ma viene fermata al secondo turno dalla polacca Frech. A Guangzhou fa leggermente peggio perché viene ripescata come lucky loser, ma perde egualmente al secondo turno, stavolta contro la ceca Siniakova. Ha uno scatto sul cemento indoor nel finale di stagione. Raggiunge la finale a Midland contro la canadese Marino, persa nettamente per 2–6, 1–6. Affina i colpi in un torneo ITF a Trnava, dove raggiunge la semifinale contro Tatjana Maria, per poi ritornare in categoria superiore per vincere ad Angers il suo terzo titolo WTA 125 dell'anno contro l'elvetica Bencic rientrante dalla maternità. In occasione di tale torneo inizia a farsi allenare da Chardy.
Chiude l'anno rientrando così in top 100 dopo esserne uscita quasi un anno prima.

### 2025
Apre l'anno ad Auckland dove centra le semifinali contro Naomi Osaka. In seguito subisce una flessione di rendimento uscendo ai primi turni dei successivi tornei, comprese le qualificazioni all'Australian Open contro Bjorklund. Arriva al secondo turno nei tornei mediorientali, passando dalle qualificazioni, e così anche nel Sunshine Double, ma partendo stavolta direttamente dal tabellone principale. E di nuovo raccoglie solo 2 vittorie nei successivi 6 tornei, compresa quella contro Muchova al primo turno dell'Open di Francia. Continua a collezionare uscite al primo turno anche sull'erba, nei tre tornei a cui partecipa, incluso Wimbledon in cui Bencic si prende la rivincita di Angers.

## Statistiche WTA

### Singolare

#### Vittorie (1)
| Legenda              |
| -------------------- |
| Grande Slam (0)      |
| Ori Olimpici (0)     |
| WTA Finals (0)       |
| WTA Elite Trophy (0) |
| Dal 2021             |
| WTA 1000 (0)         |
| WTA 500 (0)          |
| WTA 250 (1)          |

| N. | Data            | Torneo              | Superficie  | Avversaria in finale | Punteggio   |
| 1. | 5 febbraio 2023 | Open de Lyon, Lione | Cemento (i) | Caroline Garcia      | 7–6(7), 7–5 |

### Doppio

#### Vittorie (2)
| Legenda              |
| -------------------- |
| Grande Slam (0)      |
| Ori Olimpici (0)     |
| WTA Finals (0)       |
| WTA Elite Trophy (0) |
| Dal 2021             |
| WTA 1000 (1)         |
| WTA 500 (1)          |
| WTA 250 (0)          |

| N. | Data           | Torneo                      | Superficie  | Compagna        | Avversarie in finale                 | Punteggio           |
| 1. | 9 ottobre 2022 | Ostrava Open, Ostrava       | Cemento (i) | Caty McNally    | Alicja Rosolska Erin Routliffe       | 6–3, 6–2            |
| 2. | 19 agosto 2023 | Cincinnati Open, Cincinnati | Cemento     | Taylor Townsend | Nicole Melichar-Martinez Ellen Perez | 6(1)–7, 6–4, [10–6] |

#### Sconfitte (1)
| Legenda              |
| -------------------- |
| Grande Slam (0)      |
| Argenti Olimpici (0) |
| WTA Finals (0)       |
| WTA Elite Trophy (0) |
| Dal 2021             |
| WTA 1000 (0)         |
| WTA 500 (0)          |
| WTA 250 (1)          |

| N. | Data           | Torneo                         | Superficie | Compagna     | Avversarie in finale             | Punteggio   |
| 1. | 25 giugno 2023 | Birmingham Classic, Birmingham | Erba       | Storm Hunter | Marta Kostjuk Barbora Krejčíková | 2–6, 6(7)–7 |

## Circuito WTA 125

### Singolare

#### Vittorie (5)
| N. | Data             | Torneo                              | Superficie  | Avversaria in finale | Punteggio        |
| 1. | 4 dicembre 2022  | Andorrà Open, Andorra la Vella      | Cemento (i) | Rebecca Peterson     | 6–1, 6–4         |
| 2. | 11 dicembre 2022 | Open Angers Arena Loire, Angers     | Cemento (i) | Anna-Lena Friedsam   | 6–4, 4–6, 6–4    |
| 3. | 23 giugno 2024   | Veneto Open, Gaiba                  | Erba        | Bernarda Pera        | 6–3, 6–1         |
| 4. | 27 luglio 2024   | Polish Open, Varsavia               | Cemento     | Maya Joint           | 4–6, 6–3, 6–3    |
| 5. | 8 dicembre 2024  | Open Angers Arena Loire, Angers (2) | Cemento (i) | Belinda Bencic       | 7–6(4), 3–6, 6–0 |

#### Sconfitte (1)
| N. | Data             | Torneo                          | Superficie  | Avversaria in finale | Punteggio |
| 1. | 10 novembre 2024 | Midland Tennis Classic, Midland | Cemento (i) | Rebecca Marino       | 2–6, 1–6  |

### Doppio

#### Vittorie (3)
| N. | Data             | Torneo                          | Superficie  | Compagna        | Avversarie in finale                    | Punteggio   |
| 1. | 5 novembre 2022  | Midland Tennis Classic, Midland | Cemento (i) | Asia Muhammad   | Anna-Lena Friedsam Nadiia Kičenok       | 6–2, 6–3    |
| 2. | 11 dicembre 2022 | Open Angers Arena Loire, Angers | Cemento (i) | Zhang Shuai     | Miriam Kolodziejová Markéta Vondroušová | 6–2, 6–2    |
| 3. | 22 giugno 2024   | Veneto Open, Gaiba              | Erba        | Hailey Baptiste | Miriam Kolodziejová Anna Sisková        | 7–6(4), 6–2 |

#### Sconfitte (1)
| N. | Data           | Torneo               | Superficie  | Compagna       | Avversarie in finale         | Punteggio            |
| 1. | 20 maggio 2023 | Clarins Open, Parigi | Terra rossa | Nadiia Kičenok | Anna Danilina Vera Zvonarëva | 7–5, 6(2)–7, [12–14] |

## Statistiche ITF

### Singolare

#### Vittorie (1)
| Torneo $100.000 (0) |
| Torneo $80.000 (0)  |
| Torneo $60.000 (0)  |
| Torneo $25.000 (1)  |
| Torneo $15.000 (0)  |

| N. | Data             | Torneo                                        | Superficie | Avversaria       | Risultato     |
| 1. | 15 novembre 2020 | Oracle Pro Series Orlando Challenger, Orlando | Cemento    | Robin Montgomery | 3–6, 6–4, 6–2 |

#### Sconfitte (5)
| Torneo $100.000 (0) |
| Torneo $80.000 (0)  |
| Torneo $60.000 (2)  |
| Torneo $25.000 (2)  |
| Torneo $15.000 (1)  |

| N. | Data              | Torneo                                    | Superficie  | Avversaria      | Risultato     |
| 1. | 30 giugno 2019    | Women's Event Shreveport, Shreveport      | Terra verde | Hsu Chieh-yu    | 2–6, 3–6      |
| 2. | 15 settembre 2019 | Ascension Project Women's Open, Redding   | Cemento     | Gabriela Talabă | 1–6, 1–6      |
| 3. | 14 novembre 2021  | Daytona Beach Women's Open, Daytona Beach | Terra verde | Irina Fetecău   | 1–6, 2–6      |
| 4. | 6 febbraio 2022   | Georgia's Rome Tennis Open, Rome          | Cemento     | Tatjana Maria   | 4–6, 6–4, 2–6 |
| 5. | 6 marzo 2022      | Arcadia Women's Pro Open, Arcadia         | Cemento     | Rebecca Marino  | 6(0)–7, 1–6   |

### Doppio

#### Vittorie (3)
| Torneo $100.000 (1) |
| Torneo $80.000 (0)  |
| Torneo $60.000 (1)  |
| Torneo $25.000 (1)  |
| Torneo $15.000 (0)  |

| N. | Data             | Torneo                                        | Superficie  | Compagna           | Avversarie in finale         | Risultato        |
| 1. | 14 novembre 2020 | Oracle Pro Series Orlando Challenger, Orlando | Cemento     | Rasheeda McAdoo    | Jamie Loeb Erin Routliffe    | 4–6, 6–1, [11–9] |
| 2. | 7 gennaio 2022   | Bendigo International, Bendigo                | Cemento     | Fernanda Contreras | Alison Bai Alana Parnaby     | 6–3, 6–1         |
| 3. | 3 luglio 2022    | LTP Charleston Pro Tennis, Charleston         | Terra verde | Sachia Vickery     | Tímea Babos Marcela Zacarías | 6–4, 5–7, [10–5] |

#### Sconfitte (3)
| Torneo $100.000 (0) |
| Torneo $80.000 (1)  |
| Torneo $60.000 (1)  |
| Torneo $25.000 (1)  |
| Torneo $15.000 (0)  |

| N. | Data             | Torneo                                           | Superficie  | Compagna                   | Avversarie in finale             | Risultato           |
| 1. | 23 ottobre 2021  | Mercer Tennis Classic, Macon                     | Cemento     | Alana Smith                | Quinn Gleason Catherine Harrison | 2–6, 2–6            |
| 2. | 13 novembre 2021 | Daytona Beach Women's Open, Daytona Beach        | Terra verde | Alexandra Osborne          | Elysia Bolton Kylie Collins      | 4–6, 7–6(4), [5–10] |
| 3. | 23 aprile 2022   | Boar's Head Resort Women's Open, Charlottesville | Terra verde | Valentini Grammatikopoulou | Sophie Chang Angela Kulikov      | 6–2, 3–6, [4–10]    |

## Competizioni a squadre

### Vittorie (1)
| N. | Data           | Torneo             | Superficie | Compagni                                                                                          | Avversari in finale | Punteggio |
| 1. | 8 gennaio 2023 | United Cup, Sydney | Cemento    | Jessica Pegula Madison Keys Desirae Krawczyk Taylor Fritz Frances Tiafoe Denis Kudla Hunter Reese | Martina Trevisan Lucia Bronzetti Camilla Rosatello Matteo Berrettini Lorenzo Musetti Andrea Vavassori Marco Bortolotti | 4–0       |

## Vittorie contro giocatrici top 10
| Stagione | 2022 | 2023 | Totale |
| -------- | ---- | ---- | ------ |
| Vittorie | 1    | 1    | 2      |

| #    | Giocatrice      | Ranking | Evento                | Superficie  | Turno | Punteggio     | Rank. APR |
| ---- | --------------- | ------- | --------------------- | ----------- | ----- | ------------- | --------- |
| 2022 |                 |         |                       |             |       |               |           |
| 1.   | Maria Sakkarī   | 7       | Ostrava Open, Ostrava | Cemento (i) | 2T    | 5–7, 7–5, 7–5 | 144       |
| 2023 |                 |         |                       |             |       |               |           |
| 2.   | Caroline Garcia | 5       | Open de Lyon, Lione   | Cemento (i) | F     | 7–6(7), 7–5   | 79        |